# Усов, Николай Степанович
Николай Степанович Усов (1870—1900) — русский учёный, магистрант сравнительного языкознания, филолог, языковед.

## Биография
Родился 26 марта (7 апреля) 1870 года. Его отец — выпускник (1846) и позднее профессор физики Михайловской академии, Степан Александрович Усов.
После окончания с медалью гимназии Гуревича (1888) Николай Усов получил высшее образование на историко-филологическом факультете Санкт-Петербургского университета (1893), куда поступил под влиянием своего гимназического учителя И. Ф. Анненского. Во время обучения слушал лекции и на восточном факультете: армянский язык у Н. Я. Марра, изучал санскритские тексты у С. Ф. Ольденбурга. В летние каникулы 1891 года занимался в Лейпцигском университете — слушал лекции Вундта (психология), Бругмана (сравнительная грамматика), Лескина (славянская грамматика). Во время заграничной командировки (1894—1896) кроме лекций в Лейпциге, слушал в Париже лекции Мелье и Бреаля и работал в фонетической лаборатории аббата Руссело (фр. L'abbé Rousselot). По возвращении из-за границы преподавал древние языки в гимназии Гуревича, выпускником которой был сам.
Ему принадлежит ряд статей:
- Теория происхождения языка Гердера (студенческая работа)
- Языкознание // Северный вестник. — 1896. — № 6. — С. 237—239.
- Экспериментальная фонетика // Известия Отделения русского языка и словесности Императорской Академии Наук. — СПб., 1897.
- Язык приугорских портных // Известия отделения русского языка и словесности Императорской Академии Наук. — СПб., 1898.
- «Études expérimentales sur une prononciation Russe» в парижском фонетическом журнале «La Parole» (1899. — № 11).

После того, как зимой 1897 года у него было обнаружено заболевание чахоткой, он уехал из Петербурга в своё имение в Медынском уезде Калужской губернии, где и умер 14 (27) апреля 1900 года. Был похоронен в селе Старое Можайского уезда Московской губернии.